# Pommerenkenteich
Der Pommerenkenteich ist ein Gewässer in Bardenitz, einem Ortsteil der Gemeinde Treuenbrietzen im Landkreis Potsdam-Mittelmark im Land Brandenburg.

## Lage
Das Gewässer liegt im Süden des Ortsteils außerhalb des historischen Ortskerns. Der See ist über die Straße Zur Hermannsmühle erreichbar, die westlich der Landstraße 812 abzweigt.

## Geschichte
Der See ist nicht natürlichen Ursprungs. Er entstand im Zusammenhang mit dem Bau der Hermannsmühle, die zunächst als Papiermühle diente. Der Papiermacher Johann Christian Gregor errichtete dort 1724 ein Wohnhaus und ließ nach Angaben des Brandenburgischen Landesamtes für Denkmalpflege und Archäologisches Landesmuseum (BLDAM) ein Jahr später den Teich anlegen. 1852 wurde die Wasserführung derart verändert, wie sie sich im Jahr 2018 dem Betrachter noch zeigt. 1859 übernahm der Hennickendorfer Müllermeister Christlieb Hermann die Mühle. Sie ging zu einem späteren Zeitpunkt in den Besitz der Familie Pommerenke über, die dem Teich den Namen gab.